# Décembre 1942 (guerre mondiale)
Chronologie de la Seconde Guerre mondiale
Novembre 1942 - Décembre 1942 -  Janvier 1943
- 4 décembre : 
  - À l'instigation du Délégué en Pologne du gouvernement polonais en exil et de groupes de résistants polonais et juifs, création à Varsovie de l'organisation d'aide aux Juifs baptisée Żegota.

- 7 décembre : 
  - Opération Frankton : incursion de commando britannique dans le port de Bordeaux.

- 16 décembre : 
  - Dans un discours prononcé à New York, Władysław Sikorski informe de nouveau sur l’importance du génocide juif.

- 22 décembre : 
  - Le convoi de l'Arctique JW 51B part de Liverpool.

- 24 décembre : 
  - L'amiral collaborateur Darlan est abattu à Alger, par le jeune résistant Bonnier de La Chapelle.

- 26 décembre : 
  - Le résistant Fernand Bonnier de La Chapelle est fusillé par un peloton d'exécution pour l'assassinat de l'amiral François Darlan.
  - Le général Henri Giraud devient Haut-Commissaire civil et militaire en Afrique du Nord.

- 27 décembre : 
  - Les Allemands créent une Armée de libération de la Russie sous le commandement du général Vlassov.

- 31 décembre :
  - Le convoi JW 51B est intercepté par une escadre la Kriegsmarine. C'est la bataille de la mer de Barents